# Новрузов, Джахангир Муталлиб оглы
Джахангир Муталлиб оглы Новрузов (азерб. Cahangir Mütəllib oğlu Novruzov; род. 1954, Баку) — азербайджанский театральный режиссёр, актёр театра и кино, Народный артист Азербайджана (2018), Заслуженный деятель искусств Азербайджана (2011), преподаватель-профессор в государственной консерватории при университете Чукурова в городе Адана.

## Биография
Джахангир Муталлиб оглы Новрузов родился 31 июля 1954 года в городе Баку в семье Муталлиба Новрузова и актрисы Насибы Зейналовой, которая была дочерью Джангира Зейналова. Был единственным ребёнком в семье. В 1971 году окончил среднюю школу, после чего поступил на режиссёрский факультет Института искусств им. М. А. Алиева. Учился в классе народного артиста СССР Мехди Мамедова. Окончил институт в 1976 году. Свою дипломную защитил на сцене Театра музыкальной комедии, поставив оперетту «Моя теща» Георгия Хугаев. С этого же года начал работать в этом театре.
В период с 1976 по 1977 год служил в армии, а после окончания службы вернулся в театр музкомедии. В 1979 году был назначен на должность режиссёра-постановщика в Шекинский драматический театр. Помимо режиссёрской деятельности, Новрузов также сам играл на сцене театра. В 1981 году поступил на факультет руководителей Института усовершенствования работников культуры Министерства культуры СССР. Одновременно стажировался у профессора Анатолия Эфроса в театра на Малой Бронной в Москве. Завершив обучение в Москве, Новрузов в 1983 году вернулся в Шеки. В 1984 году поступил в творческую лабораторию профессора Георгия Товстоногова и два раза в года вплоть до 1988 года принимал участие в репетициях в Ленинграде. В 1985 году был назначен главным режиссёром Шекинского театра. За годы работы в этом театре выезжал с труппой на гастроли в Казань, Ташкент, Самарканд, Москву, Прагу. В 1986 году был членом жюри проходившего в Чехословакии фестиваля молодых театров «Ческе-Будеёвице».
В 1987 году поставленный Новрузовым спектакль «Мусье Жордан и дервиш Масталишах» по одноимённой пьесе Мирзы Фатали Ахундова на фестивале, организованном Министерством культуры Азербайджанской ССР в честь 175-летнего юбилея драматурга, был удостоен первого призового места. В 1988 году был почётным членом жюри проходившего в Париже театральном фестивале «Бобиньи». В 1989 году министерство культуры республики назначило Новрузова главным режиссёром Театра музыкальной комедии. В 1990 году в связи с капитальным ремонтом театра Новрузов был назначен главным режиссёром русского отделения Театра юного зрителя. В 1991 году был поставленный Новрузовым спектакль «Быть или не быть» по мотивам Гамлета Шекспира на организованной Союзом театральных деятелей Азербайджана I фестиваля Моно был удостоен первого места. В 1995 году был приглашён для преподавания в Университете Чукурова в городе Адана. В настоящее время является профессором Государственной консерватории при Университет Чукурова в Адане.

## Фильмография
| Год  |     | Русское название                                             | Оригинальное название       | Роль                                                       |
| ---- | --- | ------------------------------------------------------------ | --------------------------- | ---------------------------------------------------------- |
| 1969 | ф   | Я помню тебя, учитель                                        | Bizim Cəbiş müəllim         | Расулов                                                    |
| 1978 | кор | Странные люди (Сатирический киножурнал «Мозалан», № 44)      | Qəribə adamlar              | слесарь                                                    |
| 1981 | ф   | Не бойся, я с тобой                                          | Qorxma, mən səninləyəm      | Мардан по прозвищу «Нуруш-Бала»                            |
| 1984 | кор | Вкус (Сатирический киножурнал «Мозалан», № 89)               | Dad                         | милиционер                                                 |
| 1984 | кор | Не возваратившийся (Сатирический киножурнал «Мозалан», № 86) | Gedərgəlməz                 | палач                                                      |
| 1984 | ф   | Сказка старого дуба                                          | Qoca palıdın nağılı         | Намаз                                                      |
| 1987 | тсп | Оттуда-отсюда                                                | Ordan-burdan                | Салман-бек                                                 |
| 1987 | тсп | Человек в зелёных очках                                      | Yaşıl eynəkli adam          | Джахангир                                                  |
| 1991 | ф   | Обручальное кольцо                                           | Bəxt üzüyü                  | милиционер                                                 |
| 1993 | тсп | Голодные простаки                                            | Ac həriflər                 | актёр Абульфат Вели / дервиш / женщина в чадре / городовой |
| 1995 | ф   | О, Стамбул                                                   | Həm ziyarət, həm ticarət…   | Сабир                                                      |
| 1998 | ф   | Сары Гялин                                                   | Sarı Gəlin                  | Артаваз                                                    |
| 1999 | тсп | Человек в зелёных очках 2                                    | Yaşıl eynəkli adam 2        | Джахангир                                                  |
| 2002 | тсп | Человек в зелёных очках 3                                    | Yaşıl eynəkli adam 3        | Джахангир                                                  |
| 2003 | тсп | Приглашение                                                  | Dəvətnamə                   | Азизага                                                    |
| 2003 | ф   | Расстрел переносится!…                                       | Güllələnmə təxirə salınır!… | Адыш Гянджинский                                           |
| 2007 | тсп | Урок благородства                                            | Bəylik dərsi                |                                                            |
| 2009 | ф   | Очередь смерти                                               | Ölüm növbəsi                | Зейнал                                                     |

## Награды
- Народный артист Азербайджана (27 мая 2018 года) — за заслуги в развитии азербайджанской культуры[3].
- Заслуженный деятель искусств Азербайджана (4 июля 2011 года) — за достижения в области науки, культуры, искусства, журналистики, физической культуры и спорта, заслуги в развитии азербайджанской диаспоры[4].
- Медаль ТЮРКСОЙ (2014 год)[5].
- Театральная премия «Direklerarası Seyirci Ödülləri» (2016 год, Турция)[6]
- Медаль Госкомитета по работе с диаспорой (2020 год)[7]